# Ein gutes Omen
Ein gutes Omen. Die freundlichen und zutreffenden Prophezeiungen der Hexe Agnes Spinner (Originaltitel: Good Omens. The Nice and Accurate Prophecies of Agnes Nutter, Witch) ist ein 1990 erschienener Roman von Terry Pratchett und Neil Gaiman (Übersetzung: Andreas Brandhorst). Er beschreibt in humorvoller Art den Kampf zwischen Gut und Böse, zwischen Gott und Teufel, repräsentiert durch einen Engel und einen Dämon auf Erden.

## Inhalt
Die Geschichte spielt am Ende des 20. Jahrhunderts, und die Apokalypse steht unmittelbar bevor. Der Engel Erziraphael und der Dämon Crowley bekommen daher einiges zu tun. Wie viele Agenten teilen auch diese beiden langjährigen Kontrahenten mehr Gemeinsamkeiten als die Seiten, für die sie stehen. Ihre Jagd dreht sich um den Antichrist, der infolge einiger dummer Zufälle bei seiner Geburt vertauscht wurde, aber für die finale Schlacht unbedingt vonnöten ist.
Sehr anschaulich sind die vier Apokalyptischen Reiter beschrieben, die, wie in der Bibel vorgesehen, einer nach dem anderen auf dem Plan erscheinen. Dabei ist nur der Tod als Sensenmann des Mittelalters erhalten geblieben. Krieg tritt als rothaarige Femme fatale auf, und Hunger hat in der Zeit der Power-Diäten ein leichtes Spiel. Nur Pest wurde mit der Erfindung des Penizillins überflüssig und wird durch „Umweltverschmutzung“ ersetzt.
Pratchett und Gaiman verflechten in ihrer Satire die biblischen Prophezeiungen mit denen von Nostradamus. Dessen Rolle wird von der Hexe Agnes Spinner übernommen, deren Nachkommen versuchen, die ungeordneten und kryptischen Vorhersagen ihre Familienplanung und die Weltpolitik betreffend zu entschlüsseln.

## Adaptionen

### Geplante Verfilmungen
Seit einigen Jahren existiert eine Drehbuchfassung des Romans, die 2002 von Terry Gilliam umgesetzt werden sollte. Laut Gilliam hatten Johnny Depp und Robin Williams ihr Mitwirken zugesagt, die nötigen zusätzlichen 15 Mio. US-Dollar konnten trotzdem nicht aufgetrieben werden, wofür von der Presse das desaströse Ergebnis der letzten Zusammenarbeit zwischen Gilliam und Depp, die in dieser Konstellation nie fertiggestellte Don-Quijote-Verfilmung, verantwortlich gemacht wird (siehe auch Lost in La Mancha). 2011 war erstmals von einer TV-Adaption die Rede, für die Terry Jones und Gavin Scott verantwortlich zeichnen sollten. Auch dieses Projekt verlief im Sande.

### Miniserie 2019
Im Januar 2017 gab Amazon Studios bekannt, u. a. zusammen mit der BBC eine 6-teilige Miniserie zu produzieren (sechs zusammenhängende Teile von je einer Stunde Länge sind ein im britischen Fernsehen sehr übliches Format, für das deutsche Fernsehen werden solche Miniserien oft zu Vierteilern von je 90 Minuten umgeschnitten). Neil Gaiman schrieb selbst das Drehbuch zu seinem Roman, er ist außerdem Showrunner und Executive Producer des Projektes. Gaiman erklärte sich erst zu der Adaption bereit, nachdem er posthum einen Brief seines Freundes Pratchett mit dessen ausdrücklichem Segen diesbezüglich erhalten hatte. Er kritisierte die Presse wiederholt für Überschriften wie „Neil Gaiman’s Good Omens“ (Variety) und erinnerte daran, dass es sich nicht allein um seinen Roman handele. Variety änderte daraufhin den Einleitungssatz der Online-Version entsprechend ab. Im Sommer 2017 wurde bekannt, dass David Tennant den Dämon Crowley spielen wird und Michael Sheen den Engel Erziraphael. Pratchetts Sprecher und Freund Rob Wilkins kommentierte: „Ich weiß genau, Terry wäre überglücklich. Als wir uns vor Jahren einmal über unsere absolute Traumbesetzung der beiden Hauptrollen unterhalten haben, war David Tennant dabei.“ Auf Prime Video erschien die gesamte Serie am 31. Mai 2019, auf BBC Two die Fernseh-Erstausstrahlung ab Januar 2020.
2023 wurde die Serie um eine zweite Staffel erweitert. 